# Henri Parinaud
Henri Parinaud fue un reconocido oftalmólogo francés (n. 1 de mayo de 1844 en Bellac, Alto-Vienne; f. 23 de marzo de 1905, París).
Parinaud fue uno de los fundadores de la oftalmología francesa y, aunque a lo largo de su vida tuvo problemas de salud, publicó extensamente, especialmente en las áreas generales de la visión estereoscópica y la proyección de información visual en la corteza cerebral. Hizo muchas contribuciones sobre el control de los movimientos oculares y a lo largo de su vida publicó sobre diversos aspectos del estrabismo. También escribió una serie de obras musicales bajo el seudónimo de Pierre Erick. Desarrolló bronconeumonía y murió unas semanas después.
Henri Parinaud nació en circunstancias modestas, hijo de un pobre cerrajero, su educación se vio obstaculizada después de los 19 años cuando murió su padre por lo que tuvo que proveer no solo para su propia educación sino también para la asistencia de su madre viuda y sus hermanos. para obtener las necesidades de la vida. Sin embargo, tuvo éxito y estudió medicina primero en Limoges y luego se fue a París (1869). En su primer año en esa ciudad estalló la guerra franco-prusiana (1970-1), durante la cual sirvió con inusitada valentía en una ambulancia de la Cruz Roja y luego regresó a París. Aquí su tesis sobre la neuritis óptica en la meningitis aguda en niños atrajo la atención de Charcot en la Salpetriere, por lo que se vio tentado por los problemas de la neurooftalmología, en particular los que afectan al sistema motor ocular. En este sentido, destacan sus estudios sobre esclerosis múltiple, migraña oftalmopléjica e histeria, así como sobre lesiones supranucleares que provocan parálisis conjugada de los movimientos verticales y lesiones en el mesencéfalo que provocan alteraciones disyuntivas de la motilidad ocular y parálisis y espasmos de convergencia y divergencia.